# Haïti
Haïti, officieel de Republiek Haïti (Frans: République d'Haïti, Kreyòl: Repiblik Ayiti), is een republiek op het westelijke deel van het eiland Hispaniola in de Caraïbische Zee. Het land omvat tevens een aantal kleinere eilanden, waarvan Île de la Gonâve, Île de la Tortue en Île à Vache de grootste zijn. Haïti ligt oostelijk van Cuba en grenst in het oosten over 275 kilometer aan de Dominicaanse Republiek. Het land heeft een oppervlakte van 27.750 km² en een inwonertal van 11.067.777 (2020). De hoofdstad is Port-au-Prince.
Na een periode als Spaanse en later als Franse kolonie, werd Haïti onafhankelijk in 1804, na de Haïtiaanse Revolutie (de enige succesvolle slavenopstand in de geschiedenis), geïnspireerd door de idealen van de Franse Revolutie die woedde in het moederland. Haïti was daarmee het eerste onafhankelijke land in Latijns-Amerika en het eerste postkoloniale zwarte land ter wereld.
Tegenwoordig behoort Haïti tot de armste landen ter wereld, is het land politiek instabiel en heeft het de laatste jaren vaak te kampen gehad met natuurrampen. Door een aardbeving begin 2010 werd een groot gedeelte van het land verwoest. Vooral de hoofdstad Port-au-Prince heeft zwaar te lijden onder de schade.

## Geschiedenis

### Koloniale tijd
Toen Christoffel Columbus Hispaniola (het eiland waarop Haïti ligt) in 1492 koloniseerde, werd het bewoond door de Arowakken of, meer specifiek, de Taíno-indianen. Tijdens zijn eerste inval bouwde hij, waarschijnlijk ten oosten van het huidige Cap-Haïtien, de eerste Europese bezetting in de Nieuwe Wereld, La Navidad. In de daaropvolgende decennia stierven de Taíno uit door dwangarbeid alsook door ziekten die door de Spaanse kolonisten waren overgebracht.
Bij de Vrede van Rijswijk in 1697 gaf Spanje het bevel over het westelijke deel van Hispaniola over aan Frankrijk, dat het gebied Saint-Domingue noemde. De Fransen legden suikerplantages aan en importeerden vele slaven uit Afrika. Vanaf de tweede helft van de 18e eeuw werd het land herbevolkt met honderdduizenden slaven, die uit Afrika werden gehaald om —onder erbarmelijke omstandigheden— te werken op de suiker- en koffieplantages. Het werd een van Frankrijks rijkste koloniën. Saint-Domingue produceerde rond 1780 ongeveer 40 procent van alle suiker en 60 procent van alle koffie die in Europa werd gebruikt. De productie van suiker en koffie in de kolonie was groter dan die in de gezamenlijke Britse West-Indische koloniën. Saint-Domingue was in die tijd het welvarendste koloniale bezit van de Europese machthebbers, waardoor het de naam kreeg van De Parel van de Antillen. Kinderen van blanken en slaven vormden een derde bevolkingsgroep, de mulatten.

### Onafhankelijkheid

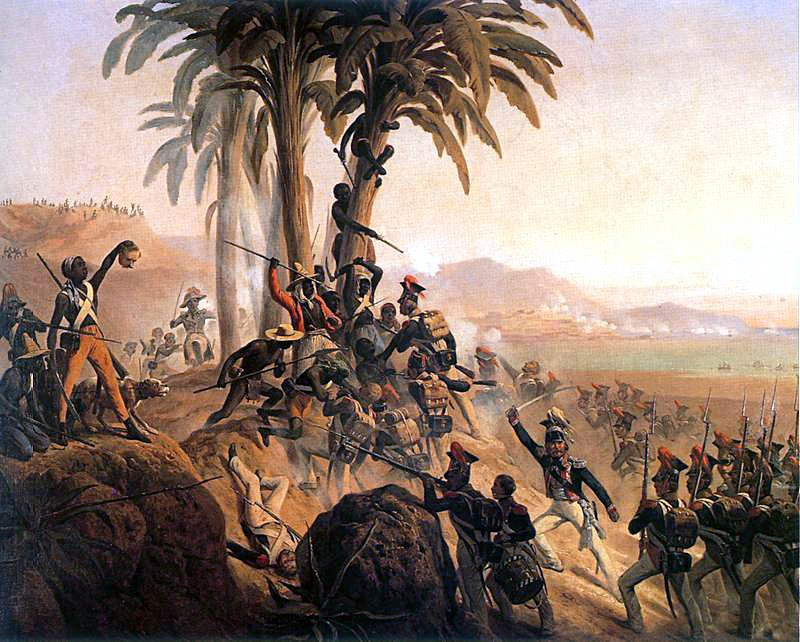
Gevechten tijdens de Haïtiaanse Revolutie

De Franse Revolutie in 1789 wierp vragen op over de slavernij. Na een slavenopstand in 1791 keerde de bevolking zich tijdens de Haïtiaanse Revolutie tegen het Franse bewind in een opstand die werd geleid door Toussaint Louverture. Tijdens de vrijheidsstrijd, die dertien jaar duurde, versloegen de opstandelingen een door Napoleon gezonden leger en verklaarden zich op 1 januari 1804 onafhankelijk van het Franse moederland. Later dat jaar riep Jean-Jacques Dessalines, die Louverture na 1802 had vervangen als leider van de rebellen, zichzelf uit tot keizer Jacobus I van Haïti nadat hij ook de naam van het gebied, Saint-Domingue, had gewijzigd in "Haïti". Uit haat voor de Fransen liet hij alle nog in Haïti aanwezige blanken vermoorden en wettelijk vastleggen dat buitenlanders geen grond mochten bezitten. Door het witte deel uit de vlag van Frankrijk te verwijderen, ontstond de vlag van Haïti.
Na de onafhankelijkheid was er korte tijd sprake van het Keizerrijk Haïti en het Koninkrijk Haïti, waarna het land een republiek werd. De onafhankelijkheid was een doorn in het oog voor de grote imperialistische staten, die hierin een negatief precedent voor hun eigen koloniën zagen. Het zuiden van de VS en slavenkoloniën als Cuba, Jamaica en Brazilië vreesden voor een domino-effect en verbraken de banden en handel met de jonge staat. In 1825 kwamen de Haïtiaanse en de Franse regering tot een overeenkomst waarin werd bepaald dat Haïti aan Frankrijk 150 miljoen francs schadevergoeding moest betalen in ruil voor de officiële erkenning van Haïti. Omdat het de enige manier was om uit hun politieke en economische isolement te geraken, zag het nieuwe land zich verplicht die schuld te erkennen. Santo Domingo, het oostelijke, Spaanssprekende deel van Hispaniola, dat in 1822 door Haïti werd veroverd, maakte zich in 1844 los van het land en werd de Dominicaanse Republiek.
De bevolking van het inmiddels onafhankelijke land raakte al snel verdeeld door verschillende scheidslijnen, zoals die tussen de zwarte bevolking en de halfbloeden, tussen stedelingen en mensen van het platteland, en tussen rijke en arme inwoners. Zowel de zwarten als de mulatten eisten de verlaten plantages op. De voormalige slaven verdeelden de grote suikerplantages in kleine delen en werden kleine boertjes. De grote plantages verdwenen en daarmee ook de belangrijkste bron van inkomsten.
Omdat de mensen die bestuurlijke ervaring hadden, vermoord of verbannen waren, was de opbouw van een staatsapparaat vrijwel onmogelijk. Een kleine groep kreeg de macht in handen en profiteerde daar volop van. Bij gebrek aan een sterke macht die het bestuur van de kolonisator kon overnemen, was Haïti kwetsbaar voor gewapende bendes, staatsgrepen en inmenging van buitenaf. Met 22 bewindsveranderingen tussen 1843 en 1915, talloze couppogingen en samenzweringen, maakte Haïti een zware politieke en economische tijd door. Het door sociale, politieke en economische verdeeldheid gekenmerkte land verarmde en de export daalde. De schuld aan Frankrijk werd in 1830 met de helft verlaagd, maar was pas in 1947 volledig afbetaald.

### 20e eeuw

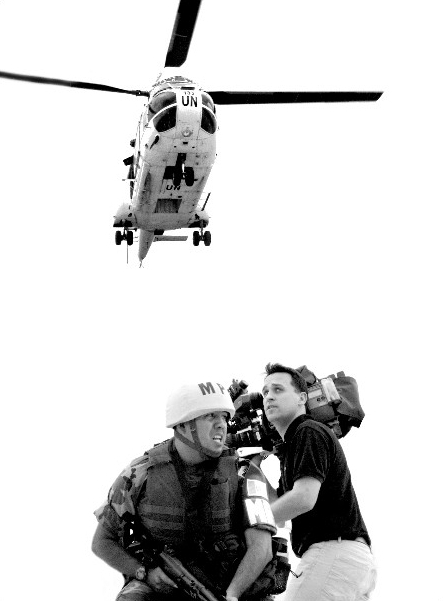
Sinds 2004 is de VN-vredesmacht MINUSTAH actief in Haïti

Tussen 1915 en 1934 werd Haïti bezet door de Verenigde Staten ter bescherming van de Amerikaanse economische belangen in het land. De Verenigde Staten verplichtten de bevolking om te werken aan een verbetering van de infrastructuur, met name de wegen. Deze corveeplicht maakte de Amerikanen impopulair en toen zij vertrokken werd dit dan ook ervaren als een tweede onafhankelijkheid.
De periode tussen 1934 en 1957 werd gekenmerkt door instabiliteit. De mulattenelite, de zwarte bevolking en de door de Amerikanen achtergelaten militaire garde probeerden allen invloed te verwerven. Dit leidde tot een snelle opeenvolging van zwakke, corrupte en inefficiënte regimes en presidenten.
Aan deze periode kwam in 1957 een einde met de machtsovername door de Duvaliers. Tussen 1957 en 1986 werd het land geregeerd door achtereenvolgens François Duvalier, ook wel Papa Doc genoemd, en door Jean-Claude Duvalier (Baby Doc). Het regime van Papa Doc wordt in brede kring gezien als een van de meest onderdrukkende en corrupte in de historie. De regimes van vader en zoon Duvalier brachten veel bloedvergieten met zich mee. Hierbij schakelde Duvalier zijn Tonton Macoutes in. Schattingen van het aantal vermoorde Haïtianen lopen op tot 50.000 in de 28 jaar dat de Duvaliers aan de macht waren, nog los van de vermoedelijk tienduizenden slachtoffers van martelingen en verkrachtingen. De Duvaliers voerden een schrikbewind totdat in 1986 de dictatuur omver werd geworpen. Tussen 1986 en 1990 volgden de militaire staatsgrepen elkaar op.
In 1991 werd Jean-Bertrand Aristide gekozen in een als democratisch beschouwde stemming. Aristide werd echter afgezet op 30 september 1991, amper acht maanden na zijn inauguratie als president. In de jaren na deze coup berustte het gezag bij een militaire junta onder leiding van Raoul Cédras. Na interventie van de Verenigde Staten en enkele andere landen (met steun vanuit de Verenigde Naties) kwam Aristide in 1994 weer aan de macht en in 2000 werd hij herkozen als president. Aristides bewind werd eveneens gekarakteriseerd door corruptie, repressie en interne machtsstrijd. Enkele door Aristide genomen maatregelen, zoals het optrekken van het algemeen minimumloon, hetgeen Westerse bedrijven in Haïti trof, vielen niet in goede aarde bij de Verenigde Staten, Frankrijk en Canada. Kort daarop ontstond er een rebellie waarbij rebellen zeer snel terrein wonnen op de Haïtiaanse ordediensten. Aristide had uit vrees voor een staatsgreep jaren voordien het leger ontbonden, waardoor Haïti enkel een politieapparaat had dat bovendien slechts over één helikopter beschikte. Inmiddels had Aristide een internationale oproep gelanceerd om zo snel mogelijk VN-troepen te sturen. Door interventie van Frankrijk en de Verenigde Staten kwamen deze echter pas aan toen het te laat was en de rebellen Haïti haast volledig in handen hadden. Aristide had de keuze tussen geliquideerd worden of het land te worden uitgevlogen door de Verenigde Staten en koos voor dat laatste. Hiermee was de Staatsgreep in Haïti compleet. Veel partijgenoten hadden deze keuze niet en werden vermoord of doken onder.

### 21e eeuw
In 2006 werd René Préval gekozen tot president. De VN-vredesmacht genaamd MINUSTAH is nog steeds aanwezig in het land. Het uitoefenen van regeringsmacht is binnen het land – dat geldt als een mislukte staat – echter moeilijk. Préval bleef president tot mei 2011 en werd toen opgevolgd door Michel Martelly. In februari 2017 kwam Jovenel Moïse aan de macht.
Bij protestdemonstraties tegen de corruptie onder president Moïse rond 9 juni 2019 gingen in het hele land tienduizenden mensen de straat op. Bij ongeregeldheden kwamen twee betogers om. Het aftreden van Moïse werd geëist. De rooms-katholieke bisschoppen van het land stelden zich achter de demonstranten. In een brief schreven zij dat de corruptie in het land is uitgegroeid tot "georganiseerd bedrog". Zij vroegen de regering te luisteren naar het volk. In juli 2021 werd president Moïse doodgeschoten toen niet-geïdentificeerde schutters zijn woning binnendrongen. In het chaotische machtsvacuüm dat hierop ontstond werd het presidentschap tijdelijk opgeëist door premier Claude Joseph, maar senaatsvoorzitter Joseph Lambert noemde die stap onwettelijk en claimde het presidentschap zelf ook. Na bemiddeling van de internationale gemeenschap werd nog dezelfde maand Ariel Henry beëdigd als premier en waarnemend president.

#### Bendegeweld en anarchie
Op 7 juli 2022 braken massale botsingen uit tussen twee rivaliserende bendes in Cité Soleil, een verarmde en dichtbevolkte wijk van Port-au-Prince. Aangezien een olieterminal die de hoofdstad en heel Noord-Haïti bevoorraadt, zich in Cite Soleil bevindt, hadden de botsingen een verwoestend effect op de economie van de regio. Sedertdien viel Haïti steeds meer ten prooi aan anarchie door bendegeweld, met een hoogtepunt na de bestorming van een gevangenis op 2 maart 2024. Gewapende bendes onder leiding van bendeleider Jimmy "Barbecue" Cherizier hebben de controle overgenomen. Interimpresident en -premier Ariel Henry is afgetreden.
In 2022 vielen tot 16 juli volgens de VN bij bendegeweld, nog afgezien van seksueel geweld, minstens 934 doden en 684 gewonden en vonden er 680 ontvoeringen in Port-au-Prince plaats, onder meer in de voorsteden Cité Soleil en Croix-des-Bouquets.
In 2024 heerste nog altijd anarchie in het land. Op verzoek van de – verzwakte – Haïtiaanse regering en op aandringen van de VS bekrachtigde de VN-Veiligheidsraad in oktober 2023 een met Kenia onderhandeld aanbod een politiemacht te sturen, gefinancierd door de VS. Het eerste contingent arriveerde in Port-au-Prince op 25 juni 2024.

#### Natuurrampen
- 2004: Overstroming. Meer dan 2.000 doden en vermisten.
- 2004: Orkaan Jeanne
- 2005: Orkaan Dennis. Minstens 45 doden.
- 2008: Diverse orkanen en stormen. Bijna 800 doden en honderden gewonden.
- 2010: Zware aardbeving. Op 12 januari 2010 (16:53 uur plaatselijke tijd) werd Haïti getroffen door een aardbeving met een kracht van 7,0 op de schaal van Richter. Een tsunami-alarm werd afgegeven voor Haïti en omliggende eilanden, maar werd later weer ingetrokken. De beving werd gevolgd door meerdere naschokken, met op 20 januari een zeer grote naschok van 6,1 op de schaal van Richter. Diezelfde dag waren er volgens de Haïtiaanse overheid 75.000 mensen in massagraven begraven en dezelfde overheid schat dat de aardbeving aan 100.000 tot 200.000 mensen het leven heeft gekost. 1,5 miljoen mensen zijn dakloos geworden.[15]
- 2016: Orkaan Matthew. Minstens 877 doden naast duizenden gewonden en tienduizenden daklozen.
- 2021: Haïti wordt op 14 augustus getroffen door een aardbeving met een kracht van 7,2 op de schaal van Richter (zie Aardbeving Haïti 2021).[16]

## Bevolking

### Samenstelling

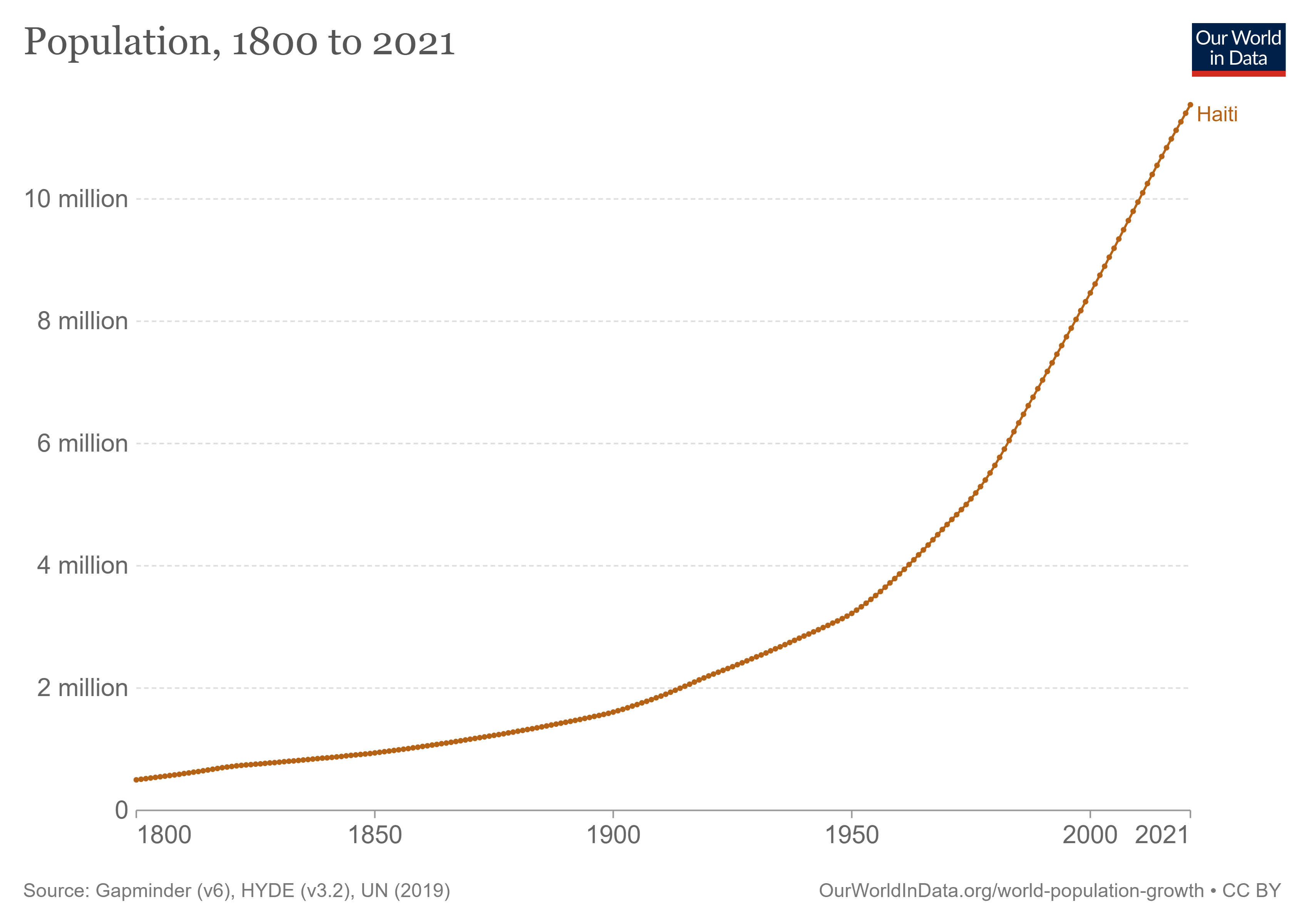
Bevolkingsontwikkeling tussen 1800 en 2021

Oorspronkelijk werd het land bevolkt door indianen. De huidige bevolking van Haïti stamt grotendeels af van de Afrikanen die als slaven naar het land werden gebracht en spreekt Kreyòl, een op Frans gebaseerde taal. Daarnaast is er een kleine Franstalige groep van halfbloeden oftewel mulatten, nakomelingen van meestal een Franse vader en zwarte moeder, die de belangrijkste posities in het land innemen en aldus de elite vormen. Van oudsher zijn er veel spanningen en geweld tussen de mulatten en de zwarte meerderheid van de bevolking. Omdat het merendeel van de bevolking oorspronkelijk uit Afrika stamt, draagt het land nog steeds een Afrikaans karakter.
Haïti heeft een bevolking van elf miljoen personen, die snel groeit. Er is veel kindersterfte en analfabetisme, aids is wijdverspreid. Veel mensen verlaten het platteland en gaan in de steden wonen. Als gevolg van de armoede en de onrustige situatie waarin het land verkeert, is de emigratie vanuit Haïti, vooral naar de VS en de Dominicaanse Republiek, de laatste decennia aanzienlijk toegenomen.

### Religie
Ongeveer 80% van de bevolking is katholiek. De kerstening van de Haïtiaanse bevolking nam een aanvang in de 16e eeuw, onder andere door Franse missionarissen. In 1860 werd een concordaat met de H. Stoel gesloten, waarna vijf bisdommen, waaronder het aartsbisdom Port-au-Prince, werden opgericht (1861). Vanaf 1959 werden bisschoppen en priesters (voor het merendeel buitenlanders) het land uitgezet. In 1966 werd een akkoord gesloten met de H. Stoel, waardoor het concordaat van 1860 weer van kracht werd en verschillende Haïtiaanse bisschoppen werden aangesteld. De protestantse zending name een aanvang in 1816. Sinds het laatste kwart van de twintigste eeuw is het protestantisme in opkomst. Het aantal protestanten wordt geschat op 16% van de bevolking.
De oorspronkelijk uit Afrika stammende voodoo-cultus is beïnvloed door de indiaanse Taínocultuur en rooms-katholieke rituelen. Hij wordt door een meerderheid van de bevolking aangehangen, ook als men tot de Rooms-Katholieke Kerk behoort.

## Economie
Haïti is het armste land op het westelijk halfrond en een van de armste landen op aarde. Door decennia van geweld, onrust en natuurrampen kent het land nauwelijks enige economische ontwikkeling. De kloof tussen arm en rijk is enorm. Er werken ten minste vierhonderdduizend kinderen als slaven; zij worden restaveks genoemd. Er heerst een zeer hoge werkloosheid van rond de 70 procent. Ongeveer 80% van de bevolking leeft beneden de armoedegrens. Het merendeel van de bevolking is werkzaam in de landbouw, er is maar weinig industrie. Door massale ontbossing en niet-duurzame landbouwmethoden worden grote delen van het platteland bedreigd door erosie en woestijnvorming. De eigen landbouwproductie neemt af en wordt verdrongen door goedkopere import. De infrastructuur van het land is zeer slecht. De VS is veruit de belangrijkste handelspartner. Haïti is sterk afhankelijk van leningen en giften vanuit het buitenland en leeft hoofdzakelijk van wat geëmigreerde Haïtianen naar hun vaderland terugsturen. Het land heeft veel buitenlandse schulden. Het eens bloeiende toerisme is door de onrust in het land bijna niet meer aanwezig.

## Politiek

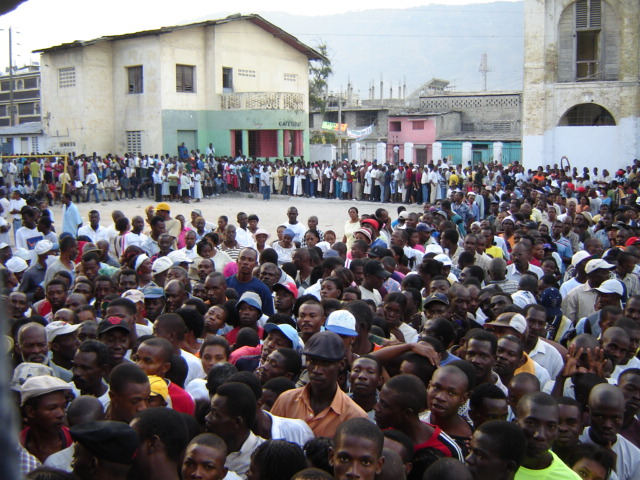
Haïtianen wachten om hun stem uit te kunnen brengen tijdens de verkiezingen in 2006

Haïti is een land van staatsgrepen en dictators. Traditioneel is zeer veel macht geconcentreerd in handen van de president. Velen proberen deze macht met alle middelen, waaronder geweld, te krijgen en te behouden. Vele presidenten gingen over tot zelfverrijking en probeerden langer aan de macht te blijven dan juridisch toegestaan. Ras is een belangrijke factor in de politiek. Het presidentschap wordt afwisselend bekleed door mulatten en zwarten.
Haïti is een voorbeeld van een mislukte staat, waarin de overheid maar een kleine rol speelt en niet het volledige grondgebied onder controle heeft. De overheid is inefficiënt en grotendeels corrupt. Haïti is een van de corruptste landen in de wereld volgens de corruptieperceptie-index. Het leger was betrokken bij vele staatsgrepen, maar werd in 1995 ontbonden. Politie en justitie functioneren slecht, waardoor mensenrechtenschendingen, drugshandel, bendes en ontvoeringen de ruimte kregen. De VN-vredesmacht MINUSTAH heeft bijgedragen aan een lichte verbetering van de situatie. De internationale gemeenschap dringt aan op opbouw van staatsstructuren en rechtsstaat. Het land heeft weinig democratische ervaring en de democratie verloopt moeizaam.

## Natuur
Het land kent een aantal vlakten, maar vooral veel heuvels en bergen. Oorspronkelijk was het land bedekt met bossen. Deze werden echter platgebrand om landbouwgrond te winnen en om houtskool van te maken om op te koken. Door ontbossing van de steile hellingen ontstonden modderstromen en erosie. Dit ging ten koste van de landbouw en maakt het land extra kwetsbaar voor orkanen en cyclonen. Veel dieren zijn door de ontbossing hun natuurlijk leefgebied kwijtgeraakt en vervolgens uitgestorven. De dierenwereld heeft niet veel variatie.